# 溫哥華太陽報
《温哥华太阳报》（英語：The Vancouver Sun）是一份於加拿大温哥华發行的报纸。該報於星期一至星期六以大報形式發行，母公司是郵報傳媒網路公司。
儘管《溫哥華太陽報》的記者人數近年已大大缩小，該報仍然擁有溫哥華最大的新聞團隊。隨著郵報傳媒於2015年收購太陽傳媒集團（Sun Media），後者於多伦多、渥太华、温尼伯、卡加利和愛民頓以《太陽報》之名發行的小報自此與《溫哥華太陽報》附屬同一集團，但《溫哥華太陽報》繼續保持以大報形式發行。
《溫哥華太陽報》自1985年起，年年赞助「温哥华太阳长跑」（Vancouver Sun Run），该活动是北美最大的公路长跑活动之一。

## 历史

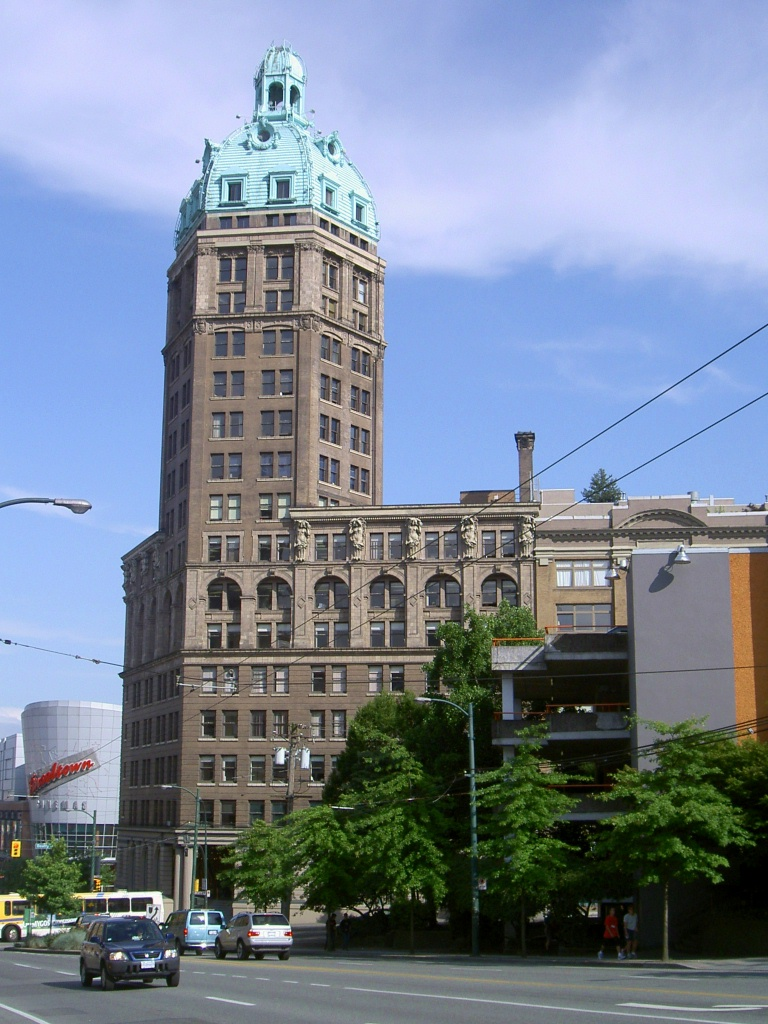
《太陽報》的總部從1937年至1965年間位於太陽報大樓。

《溫哥華太陽報》於1912年2月12日創刊，開業初期的總部位於片打西街125號，與該報當時的競爭對手《省報》（The Province）的總部相距不遠。《太陽報》於1917年收購《每日新聞廣告人報》（The Daily News-Advertiser）後改稱《溫哥華每日太陽報》（The Vancouver Daily Sun），1920年則改回原稱。該報再於1924年收購長期受財務問題困擾的《溫哥華世界報》（The Vancouver World）。
《太陽報》的辦事處於1937年3月發生火警，唯一一個傷者是一名被輕微燒傷和吸入濃煙不適的清潔工。《太陽報》事後遷進前《世界報》的總部大樓，並隨即將之命名為太陽報大樓。
《溫哥華太陽報》和《省報》於1958年聯手創立太平洋出版社（Pacific Press）以控制兩報不斷上升的開支，但兩報仍隸屬不同東主。兩報首先合併其技工及財務部門，後於1965年12月27日一起遷進新建的太平洋出版社大樓。《太陽報》東主克羅米家族於1963年將該報售予FP出版公司，而該報再於1980年售予《省報》東主修咸報業（Southam Press），兩報自此隸屬同一集團。兩報再於1997年遷至溫哥華市中心的加蘭護廣場大樓。
《太陽報》連同母公司修咸報業於2000年被加西環球通訊公司收購，其報章業務後來重組成加西傳媒出版公司（CanWest MediaWorks Publications Inc.）。加西集團於2009年進入破產保護後，《太陽報》連同加西傳媒旗下其它報章於2010年售予郵報傳媒網路公司。
為了吸引大溫地區的華裔讀者，《太陽報》於2011年推出中文版網站。
郵報傳媒於2016年宣佈削支行動，當中包括合併《溫哥華太陽報》和《省報》的新聞團隊，但兩份報章繼續分開發行。

## 外部連結
- 《溫哥華太陽報》網站 （页面存档备份，存于） （英文）
- 《溫哥華太陽報》中文網站 （页面存档备份，存于） （中文）